# Coronel Race
Coronel Race é um personagem de ficção criado pela escritora Agatha Christie. Ele é um ex-coronel do serviço secreto britânico, muito inteligente, calmo e dado a notar indícios despercebidos por outros. Aparece nos seguintes livros:
- The Man in the Brown Suit (O Homem do Terno Marrom, Brasil ou O Homem do Fato Castanho, Portugal) - 1924
- Cards on the Table (Cartas na Mesa, Brasil e Portugal) - 1935 (como amigo do detetive belga Hercule Poirot)
- Death on the Nile (Morte no Nilo, Brasil e Portugal) - 1937 (como amigo do detetive belga Hercule Poirot)
- Sparkling Cyanide (Um Brinde de Cianureto, Brasil ou À Saúde da... Morte, Portugal) - 1944